# Санкции ЕС против Ирана
Европейский союз (ЕС) вместе с США ввёл экономические санкции против Ирана[когда?], в связи со спорами вокруг иранской ядерной программы. 
Эти санкции, которые сами европейские чиновники считают наиболее жёсткими санкциями ЕС против какой-либо страны, были ужесточены на заседании Совета ЕС 27 октября 2010 года. Тем самым было заменено и обновлено Постановление Совета 423/2007 от 27 июля 2010. Новые санкции усилили ограничения для Ирана во внешней торговле, финансовой сфере, энергетическом секторе и технологиях, установили запрет на страхование и перестрахование европейскими страховыми компаниями государства Иран и принадлежащих Ирану частных компаний.